# Liste d'affaires révélées par Le Canard enchaîné
Cette page recense les « affaires » notables révélées par l'hebdomadaire Le Canard enchaîné.

## Avant 2000
- Affaire Hanau (1928)[n 1]
- Affaire Oustric (1929)[n 2]
- Affaire Stavisky (1934)
- La commode à Foccart (1969). En 1969, pendant le bref passage d'Alain Poher à l'Élysée, une commode qui permettait d'enregistrer les conversations tenues dans les autres pièces du palais fut découverte[n 3].
- Affaire de la Garantie foncière, dans laquelle aurait été impliqué un ancien ministre de l'Équipement, Albin Chalandon (1971)
- Affaire Aranda (1972)
- Affaire des plombiers, ou encore des « micros », ou « Watergaffe » (1973)
- L'épectase du cardinal Jean Daniélou (1974)[n 4]
- Affaire des diamants de Valéry Giscard d'Estaing et Jean-Bedel Bokassa (1979)[1].
- Affaire Robert Boulin (1979)
- Affaire de Broglie (1980)
- Affaire Maurice Papon (1981)[n 5]
- Publication des feuilles d'impôts de diverses personnalités :

1. Jacques Chaban-Delmas (1972)[n 6], qui a utilisé un moyen alors légal de ne pas payer d'impôt sur le revenu. Le Canard enchaîné, après avoir publié ses feuilles d'impôt singulièrement réduites par l'avoir fiscal, publie au début de 1972[n 7] une feuille entièrement vierge, toujours grâce à ce procédé[n 8].
2. Jacques Chirac (1972)[n 9]
3. Valéry Giscard d'Estaing (1979)[n 10]
4. Marcel Dassault (1979)[n 11]
5. Jacques Lafleur (1987)[n 12]
6. Jacques Calvet (1989)[n 13]

- L'affaire des avions renifleurs (1983)
- Affaire des chiffres truqués du chômage (1983)
- Financement occulte des partis politiques (affaire Urba-Gracco, Gifco, HLM de Paris, Cogedim, financement du RPR, financement du CDS, affaire Michel Noir, affaire Alain Carignon)
- Affaire dite du « Carrefour du développement » (1986)
- Affaire Luchaire (1986)
- Affaire Chaumet (1987)
- Les listes électorales parisiennes sont « revues et trafiquées » par la Mairie de Paris, affirme le Canard en janvier 1989. L'objectif de l'équipe Chirac est de rafler vingt arrondissements sur vingt aux élections municipales de mars 1989. « Le 9 octobre 2006, une quinzaine de seconds couteaux, dont l'ancien maire du IIIe arrondissement Jacques Dominati, ses fils Laurent et Philippe et un ancien chargé de mission de Chirac nommé Guy Legris, se retrouveront sur le banc des accusés. »[2]
- Affaire de la Société générale et affaire Péchiney (1989)
- Affaire Paul Touvier et sa protection par les Chevaliers de Notre-Dame (1989)
- Affaires de la mairie de Paris
- Affaire des HLM de Paris
- Affaire de la Sempap
- Affaire du prêt sans intérêt de Roger-Patrice Pelat consenti à Pierre Bérégovoy (1993)
- Affaire Yann Piat (1996)
- Affaire Jean Tiberi (avril 1997) (fraudes électorales et faux électeurs)[n 14]
- Affaire Elf-Dumas (1998)

## 2000-2007
- Affaire du dictionnaire breton (2000)
- Affaire des frais de bouche (2000)
- Affaire des terrains du château de Bity (2001)
- Affaire sur les radars automatiques et les voitures diplomatiques (2005)
- Affaire Gaymard et son duplex de 600 m2 (2005)
- Le nom du corbeau (Jean-Louis Gergorin) dans l'affaire Clearstream 2 (2006)
- Affaire du compte japonais de Jacques Chirac à la Tokyo Sowa Bank (2006)
- Affaire du fichage par les Renseignements Généraux, du socialiste Bruno Rebelle. Bruno Rebelle était un membre décideur de Greenpeace, qui fait l'objet d'un fichage des RG - c'est le cœur de leur mission. Le Canard sous-entendait que ce fichage était commandité par Nicolas Sarkozy[3].
- Affaire des conditions d'achat par Nicolas Sarkozy d'un appartement à Neuilly  (2007)[4]
- Jean Paul Bolufer, le directeur de cabinet de la ministre du Logement Christine Boutin, occupait un logement à Paris dans des conditions très avantageuses. Cette affaire a eu pour conséquence la démission du directeur de cabinet. (2007)

## 2008
- Le journal révèle que l'émission Pékin Express de M6 serait une « télé bidonnée » et que des consignes auraient été données par la production pour favoriser ou défavoriser les différentes équipes (5 mars 2008)[5].
- Le journal révèle que Nicolas Sarkozy se serait inscrit en retard sur les listes électorales du 8e arrondissement de Paris le 3 janvier 2008. Il aurait pour ce faire produit un document antidaté (2 avril 2008)[6].
- Le journal révèle que le maire de Levallois-Perret, Patrick Balkany, prépare un mariage qualifié de princier, et que tout le personnel de la mairie est mobilisé pour préparer la cérémonie et un dîner de 450 personnes. Tout ceci malgré la condamnation de Patrick Balkany et de son épouse en 1996, accusés d'avoir employé, à l'époque, le personnel municipal à des fins privées (9 avril 2008).

## 2010
- La création pour Christine Boutin d'une mission  sur « les conséquences sociales de la mondialisation » rémunérée 9 500 euros par mois, cumulée avec son indemnité de conseillère générale et sa retraite de députée de 8 600 euros[7],[8],[9]. Selon Le Canard enchaîné, cette nomination aurait permis à Nicolas Sarkozy de faire taire les critiques de l'ancienne ministre envers le gouvernement et d'écarter son éventuelle candidature à la présidentielle de 2012[10].
- Les différents abus de fonctions ministérielles, tels que l'attribution par Christian Estrosi et Fadela Amara de logements de fonction à des membres de leur famille, les 12 000 euros de cigares que Christian Blanc, le secrétaire d'État au Grand Paris, avait fait payer par son ministère, ou encore le permis de construire d'Alain Joyandet.
- Révélations sur la vente de l'hippodrome du Putois à Compiègne par le ministre du budget Éric Woerth à la Société des Courses de Compiègne.
- Nombreuses révélations sur l'affaire Woerth-Bettencourt.

## 2011
- Révélations sur les vacances de la ministre Michèle Alliot-Marie en Tunisie, qui provoquent sa démission du gouvernement.
- L'emploi « fictif » du ministre Luc Ferry par la Sorbonne avec un salaire de 4 500 € par mois en lieu et place d'un détachement auprès d'un organisme public (Luc Ferry a effectué un travail non-rémunéré pour Matignon qui a ensuite remboursé l'université).
- Révélation d'une enquête judiciaire dans l'attribution à Bouygues du « Pentagone à la française ». Le Canard enchaîné publie le 7 décembre 2011 un article faisant état d'une information judiciaire pour corruption et trafic d'influence qui viserait le groupe de BTP Bouygues Construction dans l'attribution du marché de la construction du nouveau ministère de la défense à Paris, grand projet du gouvernement surnommé par la presse le « Balardgone »[11],[12],[13].

Le 20 décembre 2011, s'estimant lésé par de fausses accusations, le groupe Bouygues assigne en diffamation le journal, son directeur de la publication (Michel Gaillard) et deux de ses journalistes (Hervé Liffran et Christophe Nobili) pour leur article. Le groupe réclame neuf millions d'euros de dommages et intérêts au Canard enchaîné, somme jugée déraisonnable par le rédacteur en chef adjoint du Canard enchaîné, Louis-Marie Horeau.
Un jugement du mercredi 14 mars 2012 considère l'article diffamatoire (mais non calomnieux). Il déboute cependant le groupe de BTP de toutes ses demandes et reconnait que « le sérieux de l'enquête est établi », que « les propos poursuivis ont été exprimés avec une prudence et une mesure compatibles avec les exigences de la bonne foi », ainsi que la « légitimité du but poursuivi ». Le tribunal déclare que « le montant des dommages et intérêts réclamés peut être considéré comme abusif » et condamne Bouygues à verser l'intégralité des 6 000 euros de frais de justice demandés par l'hebdomadaire satirique,.
Bouygues fait néanmoins appel de la décision de justice. Le verdict est donné le 28 mai 2014 : la cour d'appel de Paris confirme le premier jugement et condamne Bouygues à payer les frais de justice engagés par Le Canard enchaîné, soit 5 000 € en sus des 6 000 € précédents.

## 2012
- Publication de plusieurs courriels échangés fin 2003 entre la direction du département de la gestion du risque d'Ikea France et des responsables d'officines privées de renseignements afin d'obtenir des informations de la base de données STIC, réservée exclusivement aux policiers, ainsi que du fichier des cartes grises, des permis de conduire et chez les opérateurs de téléphonie mobiles[19]. Des renseignements d'une grande précision sur des clients et des salariés auraient été obtenus à l'aide d'immatriculation de véhicules, de numéros de téléphone ou d'identités[20].

Depuis le 1er mars 2012, le parquet de Versailles a ouvert une enquête préliminaire à la suite d'une plainte contre X du syndicat FO, à laquelle s'est jointe la CFDT et la CGT. Le responsable du département de la gestion du risque ainsi que son adjointe ont été placés en garde en vue, des perquisitions ont eu lieu au domicile ainsi que sur le lieu de travail de cette cadre.
De nouvelles révélations du Canard enchaîné montrent que le département de la gestion du risque transmettait également des informations illicites à la haute hiérarchie du siège social de la société.

## 2015-2016
Le 16 mars 2015, le Canard enchaîné dénonce un conflit d’intérêts : Michel Aubier, chef de service à l'Assistance publique - Hôpitaux de Paris, spécialiste de la pollution, admet avoir travaillé « pour un groupe d'étude sur le diesel avec PSA », le constructeur Peugeot-Citroën. Le Canard enchaîné relève que le docteur Aubier s’épanche épisodiquement dans les médias pour minimiser l’impact de la « pollution ambiante » liée (entre autres) aux voitures diesel et à l’augmentation du taux de particules fines dans l’air, et que Michel Aubier a touché jusqu'à 100 000 € annuels liés à son activité chez Total depuis 1997.
Le 16 avril 2015, lors d'une audition sous serment par la commission d’enquête sénatoriale sur le coût financier de la pollution de l'air, en tant que représentant de l'Assistance Publique-Hôpitaux de Paris, Michel Aubier déclare n'avoir « aucun lien avec les acteurs économiques du secteur » alors qu'il était salarié du groupe Total depuis 1997. Le 28 avril 2015, le bureau du Sénat décide à l'unanimité de demander au président de l'institution, Gérard Larcher, de saisir le parquet « sur les suites à donner aux déclarations litigieuses tenues sous serment » par le professeur Aubier. C'est une première dans l'histoire parlementaire.
Le 5 juillet 2017, il est condamné par la 31e chambre correctionnelle de Paris à une peine de six mois de prison avec sursis et à une amende de 50 000 € pour faux témoignage. Une première en France, la peine va au-delà des réquisitions du parquet, qui avait seulement requis une amende de 30 000 €. La peine prononcée reste toutefois bien en deçà des cinq ans de prison et des 75 000 € d’amende dont est passible un faux témoignage.

## 2017
- L'affaire Fillon, selon laquelle Penelope Fillon aurait reçu des salaires de près d'un million d'euros pour des emplois présumés fictifs, en tant qu'assistante parlementaire de son mari François Fillon lors de ses mandats[26].

- L'affaire Richard Ferrand, selon laquelle celui-ci aurait favorisé sa compagne en faisant louer par la mutuelle dont il est le directeur des locaux auprès de la SCI dont elle est la gérante[27].